# Deutschlandkette

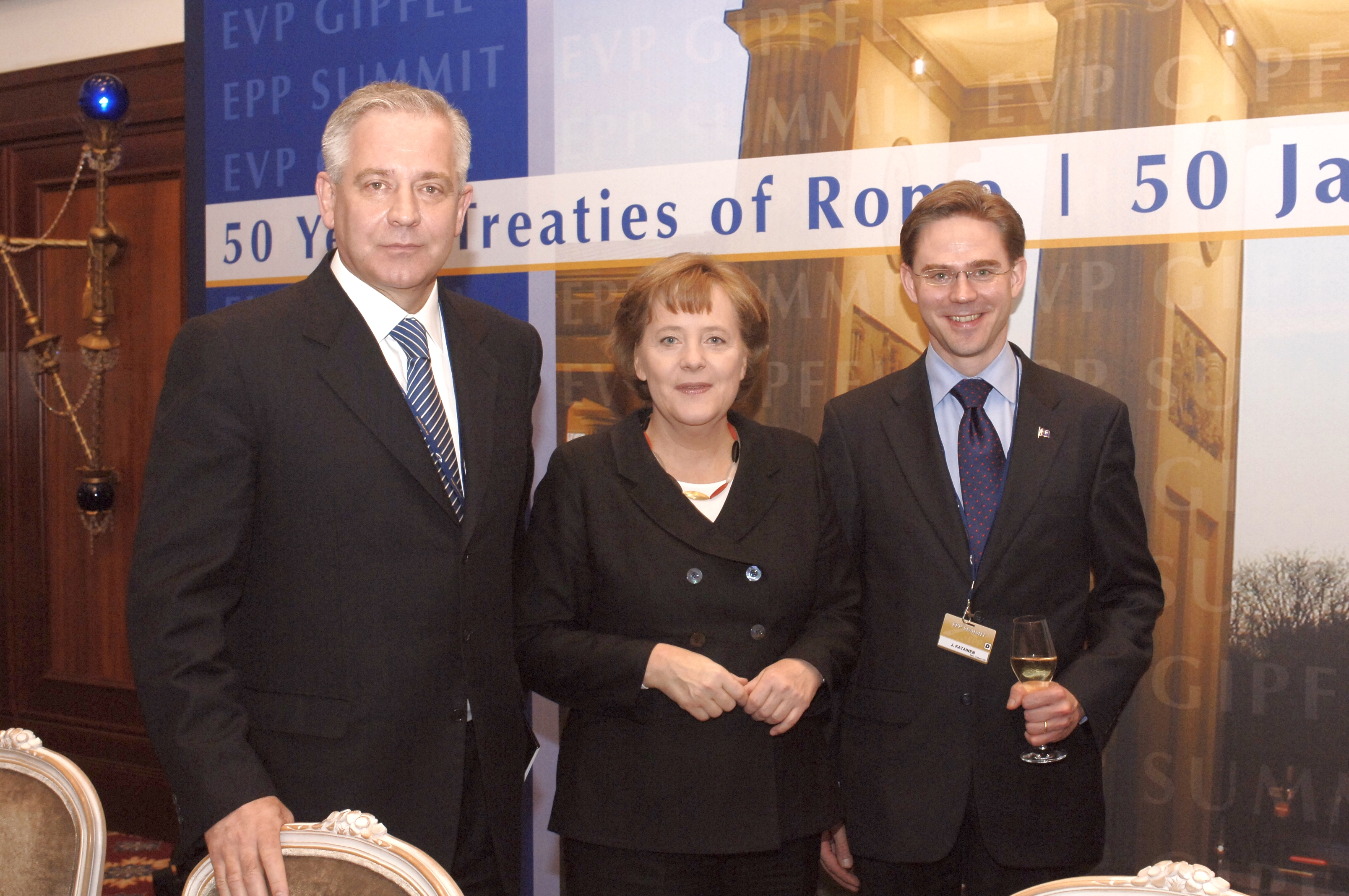
Angela Merkel trägt die Deutschlandkette beim Gipfel der Europäischen Volkspartei in Berlin im März 2007

Als Deutschlandkette (auch Schlandkette) wurde eine Halskette bekannt, die die deutsche Bundeskanzlerin Angela Merkel am 1. September 2013 beim TV-Duell anlässlich der Bundestagswahl 2013 trug. Auch Tage danach war die Kette noch ein Medienthema und wurde beispielsweise von Michelle Müntefering im Wahlkampf aufgegriffen.

## Hintergrund
Merkel trug die Halskette aus schwarzen, goldfarbenen, roten sowie farblosen Elementen so um ihren Hals, dass drei Elemente in den Farben der deutschen Nationalflagge zu sehen waren. Dies wurde teilweise als Zeichen ihres Patriotismus gedeutet. Allerdings war die Reihenfolge der Farben schwarz-gold-rot, von Merkel aus gesehen von links nach rechts. Dies entspricht der Farbanordnung auf der Nationalflagge Belgiens, weshalb die Halskette unter anderem auch als „Belgienkette“ bezeichnet wurde. Eine weitere populäre Bezeichnung war „Schlandkette“, in Anlehnung an die seit der Fußball-Weltmeisterschaft 2006 populär gewordene umgangssprachliche Kurzform „Schland“ für Deutschland.
Das TV-Duell wurde von den fünf Fernsehsendern Das Erste, ZDF, RTL, ProSieben und Phoenix live gesendet und von 17,64 Millionen Zuschauern gesehen. Die Veranstaltung wurde in Medienberichten und Umfragen eher als langweilig bewertet. In den Medien wurden daher auch scheinbare Nebensächlichkeiten wie Merkels Halskette und der Auftritt des in politischen Sendungen nur wenig erfahrenen Moderators Stefan Raab behandelt. In Anspielung auf die Berichterstattung trug Raab in seiner TV-Total-Sendung vom 2. September 2013 selbst eine Kopie von Merkels Halskette. Auch die Zuschauer reagierten in sozialen Netzwerken zahlreich auf Merkels Halskette, so hatte beispielsweise der Twitter-Account @schlandkette  am Tag danach mehr als 6300 Leser.
In Anlehnung an ein berühmt gewordenes Zitat von Merkels Gegenkandidaten Peer Steinbrück („Hätte, hätte, Fahrradkette“) titelten deutsche, aber auch ausländische Medien in ihrer Berichterstattung in Anlehnung an Twitter über das TV-Duell „hätte, hätte, Deutschlandkette“.

## Designer und Material
Die Kette wurde von den Schmuckdesignern Ulrike und Hans-Peter Weyrich aus Idar-Oberstein entworfen. Sie soll laut deren Angaben einen mittleren, dreistelligen Betrag gekostet haben. Die Kette besteht aus Schaumkoralle, Onyx, Bergkristall und einer vergoldeten, silbernen Hohlform.
Zahlreiche Juweliere boten schon in der ersten Woche nach dem Auftritt Kopien der Kette unter dem Namen „Deutschlandkette“ und „Schlandkette“ als Massenartikel an, da die Deutschlandkette keinen Urheberrechtsschutz genießt. Weyrich selbst hat nach eigenen Angaben wegen der hohen Nachfrage noch weitere 20 Exemplare dieser Kette gefertigt. Die Käufer sind unbekannt.

## Nationale Auswirkung und internationale Berichterstattung
Die Deutschlandkette und die Diskussion um sie wurden als Symbol für die Inszenierung von Politik statt des Ringens um Inhalte kritisiert:

„[…] es komme nicht darauf an, ‚welchen Schmuck man trägt‘. Es ist eine Anspielung auf die ‚Deutschlandkette‘, die Angela Merkel beim TV-Duell getragen hat und die zahlreiche Zuschauer und Medien mehr beschäftigte als politische Inhalte.“

„Merkels ‚Schlandkette‘ ist ein Symbol für eine Inszenierung von Politik, die sich den medialen Regeln unterwirft, den Streit vermeidet und nur noch wenig mit der Verfassungswirklichkeit gemein hat.“

Auch nach den Berichterstattungen direkt nach dem TV-Duell blieb die „Deutschlandkette“ ein Thema. So veranstaltete beispielsweise das Boulevardblatt Bild eine Leseraktion, bei der zehn identische Ketten vom gleichen Juwelier zu gewinnen waren. Auch internationale Medien griffen das Thema auf, beispielsweise in Österreich, der Schweiz, Italien, Frankreich, England, Polen, Irland, Kanada Indien und Saudi-Arabien.
In Berichten nach der Wahl spielte die Kette weiterhin eine Rolle, ebenso wie der „Mittelfinger“ ihres damaligen Herausforderers Peer Steinbrück.

## Deutung
Kommunikationsexperten gehen davon aus, dass Merkel die Kette für das TV-Duell sehr bewusst ausgewählt hat. Mit den deutschen Farben zeige sie eine patriotische und konservative Einstellung. Da jedoch die Farbanordnung nicht der Flagge entspreche, signalisiere dies gleichzeitig Kreativität.

## Kettenverwendung
Die Kanzlerin hatte diese Kette schon vorher mehrmals getragen, so am Tag ihrer Vereidigung zur Bundeskanzlerin am 28. Oktober 2009 und bei der Gedenkfeier für die Opfer rechtsextremistischer Gewalt im Februar 2012.
Angela Merkel trug die Deutschlandkette erneut am 13. Juli 2014 bei einem Treffen mit Wladimir Putin vor dem WM-Finalspiel Deutschland – Argentinien in Rio de Janeiro. Auch während und nach dem Spiel, bei dem Deutschland Fußballweltmeister wurde, trug sie die Kette. Die Tageszeitung (Taz) berichtete ironisch, dass durch die Magie der Deutschlandkette Merkel Bastian Schweinsteigers Wunde unter dem rechten Auge mit einem Kuss heilen konnte.

## Weitere öffentlichkeitswirksame Ketten
Am Tag nach der Bundestagswahl 2013 trug Merkel eine schwarz-grüne Halskette. Angesichts der anstehenden Koalitionsverhandlungen deuteten dies viele Pressevertreter als eine Tendenz zu einer angestrebten schwarz-grünen Koalition.